# 都立水商！
《都立水商！》（日语：都立水商!）是日本作家室积光的小说作品。于2001年由小学馆出版发行。漫畫版由室積光原作、猪熊忍負責作畫，於《週刊Young Sunday》2003年4月至2009年1月期間連載，之後移至《Spirits增刊 YS Special》繼續連載。單行本全22卷。漫畫版於2006年、2019年間改編成电视剧。
由猪熊忍作畫的漫畫續篇《都立水商！2》2003年至2018年於小学館漫畫雜誌網站上連載。單行本全8卷。
2019年《都立水商！》的续作《都立水商１年Ａ组》由小学馆文库出版。

## 登場人物

### 教師
- 田邊 圭介（Keisuke-Tanabe）
- 矢倉 茂夫（Shigeo-Yagura）
- 黒澤 忠夫（Tadao-Kurosawa）
- 竹井 俊仁（Toshihito-Takei）
- 伊東 雅史（Masashi-Ito）
- 吉岡 茜（Akane-Yoshioka）
- 近藤 明美（Akemi-Kondo）
- 大野 誠（Makoto-Ohno）
- 矢澤 道子（Michiko-Yazawa）
- 小泉 千夏（Chika-Koizumi）

### 1年級生
- 長澤 三葉（ながさわ みわ）

經理科一年級生，長澤大地的妹妹。
- 花尾 朱美（はなの あやめ）

女公關科一年級生，被斷言成績太差只能去水商就讀，喜歡帥哥到花痴地步 ，也是七瀨至的青梅竹馬。
- 七瀨 至（ななせ いたる）

公關科一年級生，夢想讀水商的第一志願，成績優秀。視力不到0.1。
- 田畑 春人（たばたけ はると）

公關科一年級生，由於父親經營便當店發生食物中毒的負債，造成一家人骨肉分離的局面。當上男公關的目的就是把拍賣掉的房子買回來，目前暫住舅舅家。

### 2年級生
- 小田 真理（Mari-Oda）
- 江藤 泉（Izumi-Etoh）
- 赤木 良子（Ryoko-Akagi）
- 長澤 大地（Daichi-Nagasawa）
- 須賀 鐵平（Teppei-Suga）
- 宮咲 一生（Issei-Miyazaki）
- 丸山 真由子（Mayuko-Maruyama）
- 中嶋 小町（Komachi-Nakajima）
- 杉林 佐和（Sawa-Sugibayashi）
- 山口 麗羅（Reira-Yamaguti）
- 大井川 準（Jun-Oigawa）
- 山下 早苗（Sanae-Yamashita）

## 都立水商的招收科目
在学校就读三年级时（漫画设定为“二年级”）会开设SM俱乐部课、Image俱乐部课等科目。而在电视剧SP中，Cosplay课也出现在原始设定中。专业课讲师一般不出任班主任，但他们会与班主任（通常由一般科目任课老师出任）合作教学。
- 風俗科：主要是教导女性通过身体接触取悦男性的课程。小说版中分为泡泡浴课和时尚健康（日语：ファッションヘルス）两个科目，而在漫画版里则合并为“风俗课”一个科目。
- 女公關科：本科目主要是教导女性如何为男性提供男性向服务。基本上不会有任何身体接触。
- 男公關科
- 店經理科
- GAYBAR科

## 出版書籍

### 小說
都立水商！
| 卷數   | 小學館        | 小學館             |
| 卷數   | 發售日期      | ISBN               |
| ------ | ------------- | ------------------ |
| 單行本 | 2001年10月1日 | ISBN 4-0938-6079-3 |
| 文庫本 | 2006年3月7日  | ISBN 4-0940-8075-9 |

都立水商1年A組
| 卷數 | 小學館       | 小學館                 |
| 卷數 | 發售日期     | ISBN                   |
| ---- | ------------ | ---------------------- |
| 全   | 2019年5月2日 | ISBN 978-4-0940-6633-3 |

### 漫畫
都立水商！
| 卷數 | 小學館         | 小學館                 | 台灣東販       | 台灣東販               |
| 卷數 | 發售日期       | ISBN                   | 發售日期       | ISBN                   |
| ---- | -------------- | ---------------------- | -------------- | ---------------------- |
| 1    | 2003年10月4日  | ISBN 4-09-153101-6     | 2004年5月26日  | ISBN 957-47-3670-9     |
| 2    | 2003年12月5日  | ISBN 4-0915-3102-4     | 2004年6月30日  | ISBN 957-47-3671-3     |
| 3    | 2004年3月5日   | ISBN 4-0915-3103-2     | 2004年7月29日  | ISBN 957-47-3680-6     |
| 4    | 2004年6月4日   | ISBN 4-0915-3104-0     | 2004年8月17日  | ISBN 957-47-3724-1     |
| 5    | 2004年9月3日   | ISBN 4-0915-3105-9     | 2004年11月29日 | ISBN 957-47-3781-0     |
| 6    | 2004年11月5日  | ISBN 4-0915-3106-7     | 2005年1月28日  | ISBN 957-47-3801-9     |
| 7    | 2005年2月4日   | ISBN 4-0915-3107-5     | 2005年5月28日  | ISBN 957-47-3849-3     |
| 8    | 2005年5月2日   | ISBN 4-0915-3108-3     | 2005年9月28日  | ISBN 957-47-3895-7     |
| 9    | 2005年8月5日   | ISBN 4-0915-3109-1     | 2006年2月9日   | ISBN 957-47-3966-X     |
| 10   | 2005年11月4日  | ISBN 4-0915-3110-5     | 2006年2月27日  | ISBN 986-17-6017-2     |
| 11   | 2006年2月24日  | ISBN 4-0915-1030-2     | 2006年5月26日  | ISBN 986-17-6084-9     |
| 12   | 2006年6月5日   | ISBN 4-0915-1087-6     | 2006年9月28日  | ISBN 986-17-6153-5     |
| 13   | 2006年9月5日   | ISBN 4-0915-1118-X     | 2006年11月24日 | ISBN 986-17-6196-9     |
| 14   | 2006年12月5日  | ISBN 4-0915-1146-5     | 2007年2月16日  | ISBN 978-986-17-6260-9 |
| 15   | 2007年3月5日   | ISBN 978-4-0915-1166-9 | 2007年7月26日  | ISBN 978-986-17-6385-9 |
| 16   | 2007年6月5日   | ISBN 978-4-0915-1206-2 | 2007年10月26日 | ISBN 978-986-17-6435-1 |
| 17   | 2007年9月5日   | ISBN 978-4-0915-1228-4 | 2007年12月27日 | ISBN 978-986-17-6508-2 |
| 18   | 2008年1月9日   | ISBN 978-4-0915-1247-5 | 2008年5月27日  | ISBN 978-986-17-6613-3 |
| 19   | 2008年5月2日   | ISBN 978-4-0915-1327-4 | 2008年12月10日 | ISBN 978-986-17-6752-9 |
| 20   | 2008年9月5日   | ISBN 978-4-0915-1379-3 | 2009年3月26日  | ISBN 978-986-17-6855-7 |
| 21   | 2008年12月26日 | ISBN 978-4-0915-1407-3 | 2009年4月28日  | ISBN 978-986-17-6900-4 |
| 22   | 2009年3月4日   | ISBN 978-4-0915-1417-2 | 2009年7月21日  | ISBN 978-986-17-6984-4 |

都立水商！2
| 卷數 | 小學館         | 小學館                 | 台灣東販      | 台灣東販               |
| 卷數 | 發售日期       | ISBN                   | 發售日期      | ISBN                   |
| ---- | -------------- | ---------------------- | ------------- | ---------------------- |
| 1    | 2012年2月29日  | ISBN 978-4-09-184397-5 | 2013年3月25日 | ISBN 978-986-251-999-8 |
| 2    | 2012年7月30日  | ISBN 978-4-09-184587-0 | 2016年2月15日 | ISBN 978-986-331-903-0 |
| 3    | 2013年2月28日  | ISBN 978-4-09-185108-6 | 2016年5月18日 | ISBN 978-986-475-030-6 |
| 4    | 2014年5月30日  | ISBN 978-4-09-186265-5 | 2018年9月19日 | ISBN 978-986-475-773-2 |
| 5    | 2015年5月29日  | ISBN 978-4-09-187106-0 | 2019年2月23日 | ISBN 978-986-475-922-4 |
| 6    | 2015年12月28日 | ISBN 978-4-09-187457-3 | 2019年9月25日 | ISBN 978-986-511-115-1 |
| 7    | 2018年4月27日  | ISBN 978-4-09-860011-3 |               |                        |
| 8    | 2018年5月30日  | ISBN 978-4-09-860017-5 |               |                        |

## 電視劇

### 電視特輯
2006年3月28日的22:00～23:54在日本電視台播出。
收視率 8.7％（由Video Research調查關東地區的統計資料）。

#### 演出
- 田邊圭介－藤井隆
- 山下早苗－ベッキー
- 丸山真由子－安田美沙子
- 山口麗羅－工藤里紗
- 小山真理－瀬戸早妃
- 長沢大地－森本亮治
- 美沙－近野成美
- 尚美－大久保麻梨子
- 須崎三四郎－若葉竜也
- 山口悦子－筒井真理子
- 滝川－清水昭博
- 山崎－坂本長利
- 近藤あけみ－森下千里
- 秋葉萌－星野亞希
- 大野誠－山内圭哉
- 竹芝俊仁－古澤弘年
- 教頭－阿南健治
- 佐久間菊蔵(教育長)－石橋蓮司
- 黒沢忠夫－野村宏伸
- 矢倉茂夫－竹中直人

#### 製作人員
- 原作：室積光
- 漫画：猪熊忍
- 脚本：小原信治
- 原案協力：飯田良弘、鈴木翼、則松康郎
- 制作人：佐藤敦、大野哲哉、菊池誠、神山明子
- 監督：三木康一郎
- 主要製作：Office Crescendo、as birds
- 製作著作：日本電視台

### 連續劇
以《都立水商！〜令和〜》（都立水商! 〜令和〜）為標題，於每日放送2019年（令和元年）5月6日至6月24日、TBS於5月8日至6月26日期間播出。在「Dramaism」時段播出，由龍星涼主演。

#### 演出
- 石綿直樹：龍星涼
- 真中希海：恒松祐里
- 大竹哲太：瀬戸利樹
- 赤沢聖菜：伊藤萌萌香
- 今井周：神尾楓珠
- 馬淵百合：大原優乃
- 温井寧々：飯窪春菜
- 草野葉月：小倉優香
- 小木曾義和：濱津隆之
- 坂下咲良：永尾瑪利亞
- 大海原春香：堀田茜
- 乾千花：松井玲奈
- 玉造清：升毅

- 松村隼人：小野寺晃良
- 江川龍臣：バンダリ亜砂也
- 三上武人：富田健太郎
- 矢吹明日香：畑芽育
- 田代美羽：椚亚李纱
- 長井杏奈：成田愛純
- 下園蘭：福田愛依
- 桑田琴美：矢野優花
- 小宮楓：斎藤さらら
- 戸倉華：千葉彩乃
- 鎌田風花：早乙女ゆう
- 佐々木真帆：早川渚紗
- 春野涼太：水沢林太郎
- 関根航大：大友一生
- 二宮大河：坂田秀晃
- 都築昂：桑畑亨成
- 穂高匠：吉川康太
- 標祐作：鈴之助
- 朝比奈加奈

#### 製作人員
- 原作：室積光
- 漫画：猪熊忍
- 監督：山本透
- 主要製作人：丸山博雄
- 企画、監製：丸田順悟、宮田昌広
- 製作人：村島亘、平田樹彦、大野貴裕、内藤和也
- 脚本：森ハヤシ
- 主要製作：Double Field
- 制作協力：Sedick Do
- 製作：「都立水商! 〜令和〜」製作委員會、MBS=